# Ramingbach
Ramingbach är ett vattendrag i Österrike. Det ligger i den nordöstra delen av landet, 150 km väster om huvudstaden Wien.
I omgivningarna runt Ramingbach växer i huvudsak blandskog. Runt Ramingbach är det ganska tätbefolkat, med 60 invånare per kvadratkilometer.